# Катажиново (Слупецький повіт)
Катажиново (пол. Katarzynowo) — село в Польщі, у гміні Стшалково Слупецького повіту Великопольського воєводства.
Населення — 72 особи (2011).
У 1975—1998 роках село належало до Конінського воєводства.

## Демографія
Демографічна структура станом на 31 березня 2011 року:
|          | Загалом | Допрацездатний вік | Працездатний вік | Постпрацездатний вік |
| -------- | ------- | ------------------ | ---------------- | -------------------- |
| Чоловіки | 43      | 16                 | 26               | 1                    |
| Жінки    | 29      | 8                  | 17               | 4                    |
| Разом    | 72      | 24                 | 43               | 5                    |